# Rogowo (Trzebiatów)

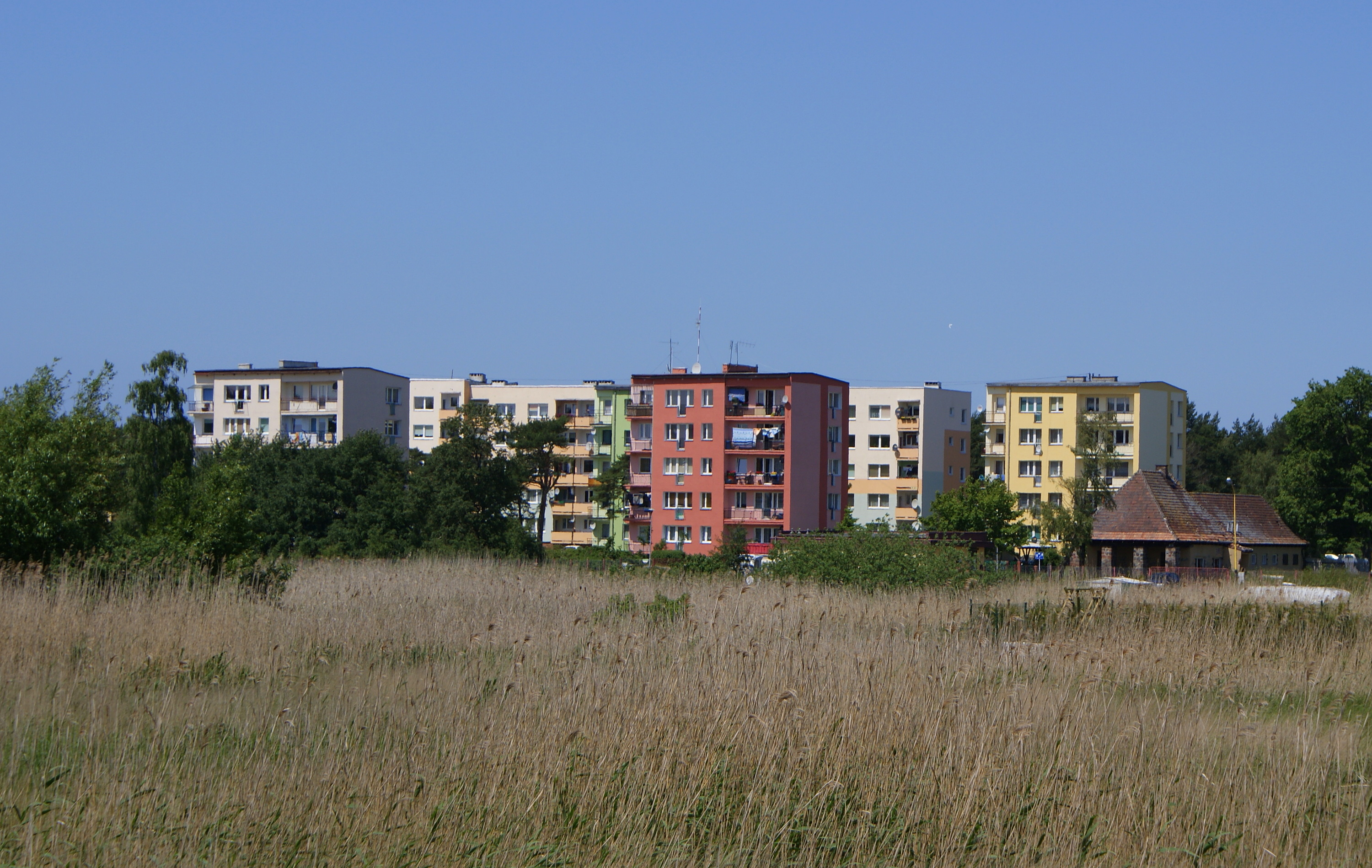
Wohnblocks in Rogowo

Rogowo [rɔˈɡɔvɔ] ist ein Dorf in der Gmina Trzebiatów, in der polnischen Woiwodschaft Westpommern. Es liegt 11 km nördlich von Trzebiatów (Treptow), 28 km nördlich von Gryfice und 96 km nordöstlich von Szczecin an der Ostseeküste.